# Ioan Teodor Callimachi
Ioan Teodor Callimachi (Ioniță Călmașul sau Ienachi Callimachi; n. 1690, Câmpulung Moldovenesc, Suceava, România – d. 1780, Constantinopol, Imperiul Otoman) a fost domn al Moldovei în perioada 7 august 1758 - 11 iunie 1761.

## Domnie
Pe numele lui adevărat, Calmăș, era un boier de origine moldoveană, din Orhei. A fost al doilea fiu al vornicului de Câmpulung, Teodor Calmășul și al Nastasiei.
Mama, cel mai probabil din familia Erhan pare a fi veriga prin care Calmășeștii se înrudeau cu Bănuleștii.
La început a fost trimis de tatăl lui la școala de popi ca să învețe a citi și și scrie moldovenește, după care a urmat școala grecească a lui Nicolae Mavrocordat unde învață limba greacă. Următoarea etapă a fost la Liov unde a învățat limbile polonă și latină.
În 1712, este trimis de Nicolae Mavrocordat, împreună cu fratele său, Gavril, la Constantinopol unde a lucrat în calitate de locțiitor de dragoman al lui Ioan Mavrocordat, care era atunci dragoman al Porții, și din 1716, al lui Grigore Ghica. Învață limbile turcă, franceză și italiană și capătă cunoștințele adecvate funcției de dragoman. Între timp, își schimbă numele din Calmăș în Callimachi și din Ioniță în Ienachi.
În 1726, când Grigore Ghica devine domnitor al Moldovei, tânărul Ienachi Callimachi îl însoțește la revenirea în țară și ocupă funcția de tretilogofăt, logofăt al treilea. Duce cu succes tratativele de împăcare între hanul Crimeei, Mengli II Giray, și tătarii din Bugeac, motiv pentru care, în 1728, Grigore Ghica îl înaintează la rangul de mare medelnicer. Doi ani mai târziu, în 1730, este trimis la Constantinopol în calitate de capuchehaie a domnitorului. Cu puțin timp înainte de plecare se logodește cu Ralu (Ralița), fiica lui Dumitru Hrisoscoleu. După 3 ani a urmat și nunta.
A avut 4 copii: 
- Grigore, născut în 1735, căsătorit cu Ileana Mavrocordat;
- Alexandru, născut în 1737;
- Sevastița, născută în 1738, căsătorită cu Grigore Vlasto, văduvă la 18 ani, și ulterior, căsătorită cu Mihai Suțu;
- Maria, născută în 1739 sau 1740, căsătorită cu Alexandru I Mavrocordat.[8]

În martie 1741, după decapitarea fostului dragoman, Alexandru Ghica, sultanul poruncește ca Ienachi Callimachi să fie numit terziman mare, adică dragoman. Va deține această funcție timp de 17 ani.
În 1752 este pe punctul de a pierde totul datorită intrigilor țesute de Matei Ghica care dorea să devină dragoman și socrul său, bașa-Mihalopol. Este ridicat noaptea din casă și trimis la închisoarea bostangiilor. Condamnat la moarte, iertat, amenințat cu surghiunul în Alger, este trimis într-un final în insula Tenedos. După câteva luni este rechemat și instalat de sultan în vechea funcție.
În septembrie 1758, la aproape 70 ani, devine domnitor al Moldovei până în iunie 1761 când cedează locul lui Grigore, fiul cel mare. Ca domn, nu s-a distins de ceilalți domni fanarioți. După ce a fost înlocuit cu fiul său, Grigore, s-a retras la Constantinopol, unde a mai trăit 19 ani.